# Stop (singel)
Stop – siódmy wydany w Wielkiej Brytanii singel popularnej żeńskiej popowej grupy Spice Girls. Pochodzi on z ich drugiego albumu Spiceworld (1997). Utwór wzorowano na „Stop! In the Name of Love” zespołu The Supremes. Jest to ostatni singiel grupy przed odejściem Geri Halliwell, w którym śpiewa ona swój solowy wers. Po opuszczeniu przez nią girlsbandu jej solo śpiewała Melanie Brown.

## Popularność i wykonanie
Singel „Stop” okazał się jednym z najlepszych utworów Spice Girls, potwierdzając to 16. miejscem na Billboard Hot 100. Był też kolejnym utworem Spicetek, który zajął miejsca w pierwszej 3. pozycjach na brytyjskich listach przebojów.
Po reaktywacji zespołu w 2007 roku Spice Girls wykonały ten utwór podczas koncertu „Children In Need” oraz pokazu „Victoria’s Secret fashion show”. Było to ich pierwsze wykonanie w całym składzie zespołu od 9 lat. Na Brit Awards 1998 Spicetki zaśpiewały „Stop” siedząc w aucie, a na „The Return of the Spice Girls Tour” wykonały go jako jeden z pierwszych.

## Teledysk
Muzyczne wideo „Stop” charakteryzuje specyficzne i rozpoznawalne później wykonanie układu tanecznego przy użyciu rąk. Tą choreografię stosowano na wszystkich późniejszych koncertach i wykonaniach. Teledysk zaczyna się pukaniem do drzwi na bardzo charakterystycznej dla Anglii uliczce w miasteczku. Spice Girls wychodzą kolejno z drzwi, śpiewając swoje solowe kwestie, po czym wszystkie pięć stają na drodze i ku zainteresowaniu przechodniów zaczynają śpiewać refren. Podczas niektórych fragmentów widać jak tańczą, bawią się hula-hopem czy w tzw. klasy z dziećmi. Na końcu idą do Domu Spokojnej Starości i tam śpiewają finałowy fragment.

## Certyfikaty
- Australia – Złoto
- Francja – Srebro
- Wielka Brytania – Srebro

## Rodzaje wydanych wersji na CD
- Brytyjski CD1/Australijski CD1/Brazylijski CD/USA CD1

1. „Stop” – 3:24
2. „Something Kinda Funny” [Live in Istanbul] – 4:43
3. „Mama” [Live in Istanbul] – 5:18
4. „Love Thing” [Live in Istanbul] – 5:06

- Brytyjski CD2/Australijski CD2/Europejski CD1/Japoński CD

1. „Stop” – 3:24
2. „Ain't No Stopping Us Now” [featuring Luther Vandross] – 4:55
3. „Stop” [Morales Remix] – 7:23
4. „Stop” [Stretch 'N' Vern's Rock & Roll Mix] – 9:11

- Europejski CD2

1. „Stop” – 3:24
2. „Ain't No Stopping Us Now” [featuring Luther Vandross] – 4:55

- USA CD2

1. „Stop” – 3:24
2. „Stop” [Morales Remix] – 7:23
3. „Stop” [Stretch 'N' Vern's Rock & Roll Mix] – 9:11
4. „Stop” [Morales Dub] – 8:11

- Brytyjski Promo 12” Vinyl singel

1. A1: „Stop” [Morales Remix] – 9:26
2. B1: „Stop” [Stretch 'N' Vern's Rock & Roll Mix] – 10:56
3. C1: „Stop” [Morales Dub] – 8:11
4. D1: „Stop” [Stretch 'N' Vern's Dub] – 11:17

## Ciekawostki
- Piosenka ta została użyta w filmie Spice World
- „Stop” jako jeden z najlepszych utworów Spice Girls został umieszczony na kompilacji Greatest Hits